# Rencontre entre Donald Trump et Volodymyr Zelensky en 2025
Le 28 février 2025, Donald Trump, président des États-Unis, et Volodymyr Zelensky, président de l'Ukraine, participent à une réunion bilatérale télévisée dans le Bureau ovale de la Maison-Blanche à Washington, DC trois ans après les débuts de l'invasion de l'Ukraine par la Russie et quelques semaines après le début de la seconde présidence de Donald Trump. La réunion se termine abruptement sans la signature d'un accord sur les ressources minérales de l'Ukraine, après que Trump et le vice-président américain J. D. Vance ont critiqué Zelensky, couvrant parfois sa voix et l'interrompant pendant la réunion. Cet incident marque la première fois dans l'histoire des États-Unis qu'un président en exercice attaque verbalement un chef d'État en visite devant une caméra de cette manière,. L'administration Trump a finalement demandé à Zelensky de partir de la Maison-Blanche, mettant ainsi fin aux négociations.
En amont de la rencontre, des tensions existaient entre l'administration Trump, souhaitant que l'Ukraine fasse des concessions à la Russie pour mettre rapidement fin à la guerre, et le gouvernement de Zelensky, qui doutait de la volonté russe à respecter un accord en l'absence de garanties de sécurité,,.
La réunion est marquée par l'antagonisme et l'hostilité de Trump et de son vice-président Vance envers Zelensky, suscitant de nombreuses critiques au sein des médias et de la communauté internationale. De nombreux alliés des États-Unis expriment rapidement leur soutien à Zelensky après la confrontation, au travers de plusieurs déclarations dénonçant l'approche conflictuelle de Trump. En revanche, les autorités russes saluent le résultat de la réunion et critiquent Zelensky. Aux États-Unis, les réactions sont divisées selon des lignes partisanes — les membres du parti de Trump, le Parti républicain, saluent largement sa conduite à quelques exceptions près, tandis que les membres du Parti démocrate la condamnent largement,.
Trois jours après la rencontre, l'administration Trump suspend toute l'aide militaire à l'Ukraine.

## Contexte
La réunion a lieu dans le contexte de la guerre russo-ukrainienne en cours, qui a débuté avec l'annexion de la Crimée par la Russie en 2014 et s'est intensifiée à la suite de l'invasion à grande échelle de la Russie en 2022. En 2025, l'Ukraine dépend largement de l'aide internationale, notamment des pays occidentaux, dont les États-Unis sous l'administration Biden, pour contrer l'agression russe. Élu en 2019, Volodymyr Zelensky a constamment recherché des soutiens internationaux pour protéger la souveraineté de l'Ukraine. Donald Trump entretient des relations tendues avec Zelensky, ayant fait l'objet d'une tentative de destitution en 2019 pour avoir suspendu des livraisons d'armes à l'Ukraine dans le but de contraindre le président ukrainien à enquêter sur son rival politique, Joe Biden. Avant d'accéder à la vice-présidence, J. D. Vance s'était montré critique envers l'aide américaine à l'Ukraine, déclarant lors d'une interview en 2022 « Je ne me soucie pas vraiment de ce qui arrive à l'Ukraine ». En 2024, après que Trump l'ait choisi comme colistier pour l'élection présidentielle, Zelensky le qualifie de « trop radical ».
Le premier jour de son second mandat, Trump signe un décret visant à geler l'aide humanitaire étrangère pour une durée quatre-vingt-dix jours. Par la suite, il refuse de se conformer à une décision de justice ordonnant la levée de cette suspension. Cette décision affecte notamment l'agence USAID, qui avait promis 16,4 milliards de dollars d'aide humanitaire à l'Ukraine en 2023. La réduction des dépenses à l’étranger constitue un axe central de la campagne puis de la présidence de Trump. Bien qu'il affirme que « environ 350 milliards de dollars » ont été dépensés pour l'Ukraine, la BBC rapporte que l'Institut Kiel pour l'économie mondiale (en) a calculé une dépense de 119,7 milliards de dollars « en aide entre janvier 2022 et décembre 2024 », et que le ministère américain de la Défense fournit un chiffre de 182,8 milliards de dollars pour « toutes les dépenses liées à l'opération Atlantic Resolve ». Selon US News affirme que « l'engagement total d'aide [des États-Unis] est évalué à environ 128 milliards de dollars. D'après les chiffres de l'Institut Kiel, les États-Unis ont accordé plus de subventions à l’Ukraine qu'ils ne lui ont accordé de prêts.
À son retour à la présidence, Donald Trump appelle Vladimir Poutine, une première pour un président américain depuis le début du conflit. Il se déclare ensuite prêt à négocier un accord avec la Russie pour mettre fin à la guerre, rompant avec la politique américaine d'isolation de la Russie initiée après son invasion de l'Ukraine. Zelensky critique cette attitude conciliante, l'accusant d'être « pris dans un réseau de désinformation » russe. Trump lui répond sur sa plateforme Truth Social, où il accuse faussement l'Ukraine d'avoir déclenché la guerre et qualifie Zelensky de « dictateur » pour ne pas avoir organisé d'élections — alors que la constitution ukrainienne interdit les scrutins en période de loi martiale, en vigueur dans le pays à ce moment-là. L'administration Trump s'aligne sur la Russie aux Nations unies, votant contre une résolution de l'Assemblée générale soutenue par l'Europe le 24 février 2025, condamnant la Russie et exigeant le retrait de ses troupes d'Ukraine.
Une semaine avant son arrivée, l'administration Trump envisage d'annuler la visite de Volodymyr Zelensky à Washington, mais le président français Emmanuel Macron la convainc de maintenir l'invitation. L'administration américaine fait alors pression sur l'Ukraine pour qu'elle accepte de partager les revenus de ses ressources minérales avec les États-Unis, et Zelensky aurait prévu de signer un accord-cadre à ce sujet lors de sa visite, l'idée de l'accord ayant été initialement soumise par l'Ukraine à l'administration Biden en 2024.

## Rencontre
Les participants avaient prévu de discuter d'un soutien supplémentaire à l'Ukraine dans le contexte de la conclusion d'un accord-cadre sur les minéraux. La délégation ukrainienne avait opté pour un partenariat mutuellement bénéfique fournissant des garanties de sécurité à l'Ukraine, et non uniquement la cession de ses propres ressources minérales. L'accord aurait conduit à la création d'un fonds d'investissement commun dédié à la reconstruction de l'Ukraine, les États-Unis bénéficiant de l'exploitation des terres rares. L'Ukraine avait prévu de verser la moitié des futurs revenus issus des ressources et des minéraux du pays dans ce fonds. Le sénateur Lindsey Graham a joué un rôle de médiateur dans  ce projet d'accord.
Avant la réunion, des responsables de l'entourage de Trump demandent à Zelensky de porter un complet lors de la réunion, ce qu'il n'avait pas fait en public depuis l'invasion russe. Zelensky décline cette demande, ce qui aurait irrité Trump.
La réunion est prévue à 11 h (UTC−5) dans le Bureau ovale, bureau du président américain à la Maison Blanche,. L'événement se déroule en présence de journalistes et bénéficie d'une retransmission internationale en direct. Vers 11 h 20, Zelensky arrive à la Maison Blanche depuis l'hôtel Hay-Adams, où il séjourne avec ses conseillers. Trump l'accueille à l'entrée de l'aile Ouest. Après avoir serré la main du président ukrainien, il fait remarquer de manière sarcastique que Zelensky est « apprêté aujourd'hui » (« all dressed up today »). Lors de la réunion, Brian Glenn, journaliste pro-Trump, demande à Zelensky pourquoi il ne porte pas de costume, et souligne que c'est irrespectueux. Zelensky déclare qu'il en porterait un « une fois la guerre terminée ». Trump répond qu'il pense que Zelensky s'est « magnifiquement habillé » et qu'il « aime sa tenue ».

### Discussion
La rencontre entre les deux dirigeants débute de manière cordiale. Environ 40 minutes après le début de la réunion, un journaliste du média polonais Polskie Radio interpelle Trump : « Je parle avec mes amis en Pologne, et ils craignent que vous ne vous aligniez trop sur Poutine. Quel est votre message à leur adresse ? » Trump répond de la manière suivante : « Eh bien, si je ne m'alignais pas sur les deux parties, vous n'auriez jamais d'accord. [...] Je ne suis aligné sur personne. Je suis aligné sur les États-Unis d'Amérique, et pour le bien du monde, je suis aligné sur le monde, ». Vance intervient pour apporter sa propre réponse, indiquant à Zelensky : « Le chemin vers la paix et le chemin vers la prospérité est peut-être de s'impliquer dans la diplomatie. [...] Ce qui fait de l'Amérique un bon pays, c'est que l'Amérique s'implique dans la diplomatie. C'est ce que fait le président Trump ».
Zelensky rétorque en évoquant l'histoire de la guerre russo-ukrainienne, initiée par Poutine en 2014 et qui s'est poursuivie pendant huit ans jusqu'à l'invasion à grande échelle de la Russie ; il ajoute que « personne n'a arrêté » Poutine. Trump intervient en soulignant de manière erronée que le conflit a débuté en 2015, avant d'être corrigé par Zelensky. Trump déclare « je n'étais pas là », son premier mandat ayant commencé en 2017,. Zelensky poursuit en soulignant qu'en 2019, il avait négocié un cessez-le-feu avec Poutine, Emmanuel Macron et la chancelière allemande Angela Merkel, mais que Poutine n'avait par la suite respecté ni le cessez-le-feu ni un échange de prisonniers programmé. Zelensky conclut en interpellant Vance : « De quel type de diplomatie parlez-vous, JD ? ».
À ce stade, la tension dans la conversation est devenue palpable et n'a fait qu'augmenter au fil des échanges. Vance répond qu'il parle de « diplomatie qui va mettre fin à la destruction de l'Ukraine », en indiquant à Zelensky : « il est irrespectueux de votre part de venir dans le Bureau ovale et d'essayer de plaider cette affaire devant les médias américains. [...] Vous forcez les conscrits à se rendre au front parce que vous avez des problèmes d'effectifs, vous devriez remercier le président d'essayer de mettre fin à ce conflit. ». Zelensky demande ensuite à Vance s'il a déjà visité l'Ukraine, lui proposant de « venir à l'occasion ». Vance lui répond qu'il a « regardé et vu les nouvelles » concernant l'Ukraine, accusant Zelensky de faire des « tournées de propagande » pour son pays, avant d'enchaîner : « Pensez-vous qu'il est respectueux de venir dans le Bureau ovale des États-Unis d'Amérique et d'attaquer l'administration qui essaie d'empêcher la destruction de votre pays ? ».
Zelensky répond à Vance : « Tout d'abord, pendant la guerre, tout le monde a des problèmes, même vous. Mais vous avez un bel océan et vous ne le ressentez pas maintenant, mais vous le ressentirez dans le futur. Que Dieu vous bénisse, vous n'aurez pas la guerre ». Trump l'interrompt, disant à Zelensky : « Vous ne le savez pas. Ne nous dites pas ce que nous allons ressentir. N'essayez pas de nous dicter ce que nous allons ressentir ». Trump et Zelensky commencent alors à parler en même temps ; d'un côté Zelensky affirme « vous ressentirez une influence », tandis que Trump déclare : « Nous allons nous sentir très bien et très forts. [...] Vous n'avez pas les cartes en ce moment. Avec nous, vous commencez à avoir des cartes ». Zelensky lui rétorque qu'il « ne joue pas aux cartes » : « Je suis très sérieux… Je suis un président dans une guerre » tandis que Trump lui reproche de « jouer avec des millions de vies », « avec la Troisième Guerre mondiale », l'accusant d'être « très irrespectueux » envers les États-Unis, ajoutant : « Nous vous avons soutenu bien plus que beaucoup de gens ne pensent que nous n'aurions dû ».
Vance demande par la suite à Zelensky s'il a déjà exprimé sa gratitude, bien que ce dernier ait commencé la conversation par un « merci beaucoup » à Trump. Vance accuse erronément Zelensky d'être « allé en Pennsylvanie et d'avoir fait campagne pour l'opposition » en octobre 2024. En réalité, Zelensky avait visité une usine de cet État pour remercier les ouvriers qui produisaient des munitions pour l'Ukraine. Lorsque Zelensky demande s'il peut répondre, Trump lui lance : « Non, vous avez beaucoup parlé. [...] Si vous n'aviez pas eu notre arsenal militaire, cette guerre aurait été terminée en deux semaines. » Zelensky rectifie que ce serait plutôt « en trois jours », qu'il l'a « entendu de la bouche de Poutine ». Trump observe qu'« il sera très difficile de faire des affaires comme ça », tandis que Vance demande de nouveau à Zelensky de « dire merci », ajoutant « vous avez tort ».
Un journaliste évoque l'hypothèse d'une violation du cessez-le-feu par la Russie. Trump lui répond : « Et si jamais quelque chose survenait ? Et si une bombe tombait sur votre tête maintenant ? ... ils ont rompu avec Biden parce que Biden, ils ne le respectaient pas. Ils ne respectaient pas Obama. Ils me respectent ». Trump évoque ensuite l'enquête du procureur spécial Robert Mueller le visant, concernant les ingérences russes dans l'élection présidentielle américaine de 2016, déclarant que Poutine « a traversé beaucoup d'épreuves » avec lui, « a subi une chasse aux sorcières où ils l'ont utilisé ainsi que la Russie. » Trump critique ensuite Joe Biden et son fils Hunter, Adam Schiff et Hillary Clinton,. Le président américain adresse enfin un ultimatum à Zelensky : « Concluez un accord ou nous nous retirons… Et si nous nous retirons, vous vous battrez. Je ne pense pas que ce sera joli ». Il met finalement fin à la réunion, commentant : « Je pense que nous en avons assez vu. Ça va faire un excellent moment de télévision ».

### Conséquences
La réunion se termine sans résolutions fermes. Après l'échange, Trump aurait consulté son vice-président Vance, le secrétaire d'État Marco Rubio, le secrétaire au Trésor Scott Bessent et d'autres conseillers de haut rang et serait parvenu à la conclusion que Zelensky n'était « pas en mesure de négocier ». Selon le New York Times et CNN, les responsables américains ont alors décidé de demander à Zelensky de partir, la délégation ukrainienne attendant dans la salle Roosevelt tandis que Rubio et le conseiller à la sécurité nationale Michael Waltz étaient envoyés pour transmettre le message. Trump annule une conférence de presse conjointe prévue ainsi que la signature de l'accord sur les minéraux,,.
Dans une interview sur Fox News, Waltz affirme que certains représentants ukrainiens étaient « pratiquement en larmes », mais que Zelensky est resté combatif lorsque les Ukrainiens ont été priés de partir. Un représentant ukrainien a suggéré d'organiser une autre rencontre entre Trump et Zelensky pour désamorcer les tensions, offre que les Américains ont décliné, Trump déclarant plus tard que cela n'était pas opportun. Le cortège de Zelensky quitte la cour de la Maison Blanche à 13 h 42, et retourne à l'hôtel Hay-Adams.
Après cette rencontre, Zelensky se rend au Royaume-Uni pour assister au sommet de Londres sur l'Ukraine avec les dirigeants européens. Un prêt de 2,26 milliards de livres sterling y est accordé à l'Ukraine, la somme devant être remboursée via les avoirs russes gelés,.

## Réactions
En réaction, le chanteur Neil Young annonce que sa tournée européenne débutera par un concert gratuit en soutien à l'Ukraine.
Le 5 mars 2025, Claude Malhuret prononce un discours cinglant, devant le Sénat au sujet du soutien à l'Ukraine face à l'invasion russe : « Washington est devenu la cour de Néron. Un empereur incendiaire, des courtisans soumis et un bouffon sous kétamine chargé de l'épuration de la fonction publique (il cite, sans le nommer Elon Musk). C'est un drame pour le monde libre, mais c'est d'abord un drame pour les États-Unis. Dans le bureau ovale, le planqué du service militaire (il s'agit de Donald Trump) donnait des leçons de morale au héros de guerre Volodymyr Zelensky, ».